# Maevia persecta
Maevia persecta är en spindelart som beskrevs av Tord Tamerlan Teodor Thorell 1890. Maevia persecta ingår i släktet Maevia och familjen hoppspindlar. Inga underarter finns listade i Catalogue of Life.